# Rosa Berardo
Rosa Maria Berardo (Monte Aprazível, 18 de dezembro de 1961), é fotógrafa, professora, jornalista, roteirista, produtora e cineasta brasileira, conhecida por seu trabalho de produção de imagens fotográficas e fílmicas sobre cultura, identidade cultural, alteridade, gêneros e etnias. É citada no  Dicionário de Filmes Brasileiros (curta e média metragem) de Antônio Leão da Silva Neto, São Paulo, 2006. Seu nome consta na Biblioteca Virtual da Mulher como uma das artistas brasileiras que mais se destacou nas áreas de ciência, cultura e comunicação nos últimos anos. 

## Biografia
Rosa Berardo nasceu em Monte Aprazível, São Paulo, em 18 de Dezembro de 1961. Filha de Geraldo Berardo, advogado, prefeito por 3 mandatos em Monte Aprazível, vereador e deputado estadual por São Paulo. Foi cassado e preso politico durante a Ditadura Militar no Brasil no ano de 1964; e de Maria Rosa Berardo. Formada em Letras pela Universidade Católica de Goiás, foi professora na rede estadual de Ensino de Goiânia por 25 anos, onde lecionou Português e Inglês no Colégio Estadual Bandeirante. 
Rosa Berardo cursou em Monte Aprazível parte dos estudos fundamentais no colégio Feliciano Sales Cunha, cidade onde morou até 1968 quando sua família muda-se para o estado de Goiás e se instala em Goiânia. Terminou o ensino fundamental no Colégio São Judas Tadeu, no Setor Coimbra, fez o ensino médio no Colégio Santa Clara e estudou no Colégio Objetivo do primeiro ao terceiro ano colegial. 
Em 1985 formou-se em Comunicação Social e Jornalismo pela Universidade Federal de Goiás e dedicou seus primeiros anos de vida profissional à fotografia jornalística, fazendo reportagens em países da América Latina, Amazônia, Parque Nacional do Xingu, Pantanal,  Asilo Psiquiátrico Adauto Botelho, Cavalhadas, Congadas, cultura Afro-brasileira. (1985-1992). 
Idealizadora da primeira Escola de Cinema de Goiás, SKOPOS (em parceria com a produtora Cara Vídeo) no ano de 2001. A escola de Cinema SKOPOS formou grande parte dos atuais cineastas Goianos, como  Simone Caetano, Joelma Paes, Marcio Vinicius, Carlos Cipriano, Sergio Valério, Anselmo Troncoso, Juan Monier, Amarildo Pessoa, André Pimenta e outros. 
Em 2011 criou a Maison du Cinema, (Casa Do Cinema), um atelier de ensino da teoria e pratica do cinema, com um curso semestral de 180 horas para a capacitação dos alunos na realização de curta-metragem de ficção e animação em Stop Motion. A Escola formou seis turmas de 20 alunos cada e realizou 06 curta metragens roteirizados e dirigidos por alunos durante o curso sob a orientação da profª. Rosa Berardo. 
Vários Alunos que passaram pela Casa Do Cinema entraram na área de produção Audiovisual de curta metragens e webséries e ocupam lugares de destaque na produção audiovisual goiana da atualidade. Através da Lei de Incentivo do Fundo Estadual de Cultura e Lei Goyazes, aprovou projeto de cursos de Cinema na Cidade de Goiás e Anicuns.  
Em 2014 ministrou em Goiás o curso CINE EDUCACAO, em parceria com o IFG, Prefeitura de Goiás e FICA na Comunidade, tendo como resultado a realização de um curta metragem de ficção sobre a infância da personagem Vilaboense Maria Grampinho. O roteiro foi escrito e dirigido pela aluna Mariana Siqueira, de 16 anos, sob a supervisão e coordenação da Profa. Rosa Berardo. Esta iniciativa tem como objetivo regionalizar o cinema no Estado e capacitar quem vive em pequenas cidades a se expressar através da imagem em movimento. 

## Vida acadêmica
Concluiu mestrado em Artes pela Universidade de São Paulo (1986-1990) Bolsista CAPES, mestrado em Cinéma et Audiovisuel - Université Sorbonne Nouvelle - Paris 3 (1991-1993)  Bolsista CNPq e doutorado em Cinéma et Audiovisuel - Université de la Sorbonne Nouvelle - Paris 3 – Bolsista CAPES (1994- 2000). Pos-doutorado em Ciências Sociais e Cinema na Universite du Quebec a Montreal - UQAM, Canada - 2005/2006. Bolsista da CAPES.

## Obras
- 1990 – ANDRÉ LOUCO[11] – Curta-metragem em película 35mm realizado na Cidade de Goiás. Adaptação literária do escritor Goiano Bernardo Elis. Filme premiado no Festival de Cinema de Locarno, Suíça, exibido em Gramado, Rio Cine Festival e Museu da Imagem e do Som de São Paulo.

- 2007 – SEMANA SANTA EM GOIÁS – Documentário realizado na cidade de Goiás, onde foi documentado todo o preparo, encenação e realização das atividades religiosas da Semana Santa. Sua equipe permaneceu 10 dias na cidade de Goiás entrevistando participantes e responsáveis por este evento cultural e gravando imagens das diversas manifestações religiosas que aconteciam diariamente.  Filme exibido no festival de cinema – Goiânia mostra curtas 2007[12]. e no encontro de corais realizado na cidade de goiás sob a coordenação do maestro Sebastião Curado. Este filme apresenta também imagens e entrevistas sobre a obra e o Museu de Cora Coralina bem como entrevistas com sua Diretora Marlene Velasco.

- 2007 – ROMARIA DO VÃO DO MOLEQUE[13] – Documentário realizado junto ao grupo étnico Kalunga na região de Cavalcante. Durante 8 dias sua equipe ficou no local onde aconteceu a Romaria gravando entrevistas e imagens dos participantes bem como de todas as etapas de preparação e realização das manifestações tradicionais de cultura. Trabalho encomendado pelo SEBRAE GOIÁS. Direção, gravação e autoração de DVD com 2 minutos de material editado em versão português e inglês.

- 2007 - CERRADO QUANTO CUSTA?[14] - Documentário sobre a produção de etanol no Estado de Goiás, retratando as espécies nativas do cerrado em extinção sendo destruídas pela monocultura da cana de açúcar,  e sobre a preservação do cerrado e sua importância na biodiversidade brasileira.

- 2008 – CAÇADA DA RAINHA[15] - Documentário realizado na cidade de Cavalcante de Goiás. Durante 7 dias sua equipe ficou no local onde é realizada a manifestação CAÇADA DA RAINHA gravando entrevistas e imagens dos participantes bem como de todas as etapas de preparação e realização das manifestações tradicionais de cultura. Trabalho encomendado pelo Cliente SEBRAE GOIÁS.

- 2008 ABA[16] –  Documentário sobre a Diaspora africana e a chegada dos afrodescendentes ao estado de Goiás. Filme feito para divulgação e valorização da cultura negra em escolas.

- 2009 – II ENCONTRO AFRO DE GOIAS Documentação do II encontro de cultura negra em Goiás sob a coordenação do SEBRAE GOIÁS. Direção, gravação e autoração de DVD com 20 minutos de material editado em versão português e inglês.

- 2009 – HIP-HOP[17] - Documentario sobre o Hip-Hop em Goiania e sua importância social e cultural.

- 2010 – III ENCONTRO AFRO DE GOIAS Documentação do III encontro de cultura negra em Goiás sob a coordenação do SEBRAE GOIAS. Direção, gravação e autoração de DVD com 20 minutos de material editado em versão português e inglês.

- 2009 – ROMARIA DO MUQUEM</ref> – Realização de documentário sobre toda a história da Romaria do Muquém e também documentação da Romaria do ano de 2009. Cliente SEBRAE GOIÁS.

- 2010 – TOMBAMENTO DA PONTE PÊNSIL AFONSO PENA – cliente: IPHAN Goiás. Documentário sobre a história da Ponte Pênsil Afonso Pena, com uso de imagens documentais, imagens de arquivo, fotos, animação 3D e entrevistas. Realização da direção de fotografia para o filme.

- 2010 – ROMÃOZINHO[18] – Filme ganhador de melhor roteiro de ficção no Festcine Goiânia. Filme adaptado de uma lenda popular goiana sobre o personagem Romãozinho.

- 2011 – FESTIVAL ABC DA BOA MESA – Documentário realizado na região de Cristalina sobre a produção de alho, batata e cebola e recuperação de receitas tradicionais da região feitas a partir destes produtos. Cliente SEBRAE GOIÁS.

- 2012 – FESTIVAL ABC DA BOA MESA– Documentário realizado na região de Cristalina sobre a produção de alho, batata e cebola e recuperação de receitas tradicionais da região feitas a partir destes produtos. Cliente SEBRAE GOIÁS.

- 2012 – FILME A DOENÇA DE FABRÍCIO - Direção de Fotografia. Curta de ficção ambientado e gravado na Cidade de Goiás em maio 2012.

- 2012 – UM SOL DE JACARÉ[19]  - Filme de ficção curta-metragem, ganhador de prêmio estímulo de melhor roteiro na Secretaria Municipal de Cultura de Goiânia em 2011. Selecionado para os festivais- Florianópolis, 2012, Paraíba 2012.

- 2012 – Travessia[20] - Curta metragem de ficção baseado em fatos reais. Narra a história de uma família camponesa e a estranha relação entre eles. Filme de cunho psicanalitico.

- 2013 – A Infância de Aninha[21] - Filme de animação baseado nos poemas da escritora Cora Coralina que reconstitui sua infância  com enfoque em sua relação familiar e  social na cidade de Goiás .

- 2014 - CORA CORALINA - Vida e Obra[22] - Documentário junto ao Museu de Cora Coralina, na cidade de Goiás, sobre a vida da escritora. Realizado com a quipe de museologia e historiadores, onde foram realizadas diversas entrevistas com pessoas próximas que conheceram Cora em vida.

- 2015 – A CHEGADA DE ANINHA[23] – Curta metragem de animação sobre a infância de Cora Coralina. É inspirado em seu livro Vintém de Cobre e narra detalhes das dificuldades econômicas e também da rejeição familiar a que a escritora foi submetida durante sua infância.

- 2015 – OS MENINOS VERDES[24] - Curta metragem em animação adaptado da obra homônima da escritora  Cora Coralina, de cunho ambiental. O filme fala sobre pequenas criaturas verdes que aparecem no quintal da escritora  e se tornam manchete nacional.

- 2016 – CULTURA, IDENTIDADE CULTURAL E REPRESENTAÇÃO DA ALTERIDADE[25]  - Uma coletânea de textos de vários pesquisadores que tratam da temática:  Cultura, identidade cultural e representação da alteridade/especificamente no cinema.  Organização: Rosa Berardo; autores, Rosane Kaminski ... [et al.]- Goiânia : Gráfica da UFG, 2016. 95 p. : il : Ebook - (Coleção Desenredos; vol. 9)

- 2017 - MARCAS DA DITADURA NA VIDA DE UM ATOR[26] - Filme sobre a Vida do Ator Almir de Amorim, onde é relatado suas memórias como vítima da psiquiatria a serviço da ditadura. Neste filme é utilizada a técnica de animação 2D para ilustrar as narrativas do ator, como forma de amenizar para o espectador o contato com o horror das narrativas.

- 2017 - ALARME FALSO[27] - Curta Metragem de ficção, retrata o poder do acaso na vida, e ainda sobre os rumos que podem ser tomadas as historias pelo simples fato de tomar ou não uma decisão. Pequenas escolhas como esperar ou não um bolo de cenoura terminar de assar pode mudar todo nosso destino. Uma suave e profunda reflexão sobre a vida e o destino.

- 2019 - OS CAUSOS DA BISAVÓ[28] - Filme de animação, adaptada da obra de Cora Coralina. A Bisavó, grande contadora de estórias, que muito influenciou a escritora, reunia as crianças da casa a sua volta, todas as noites, para contar causos de assombração ou outras estórias.

- 2019 - SEM RETORNO[29] - Filme de Longa Metragem, Pedro. um vendedor de aspiradores de pó, tenta desesperadamente pagar suas contas através da venda do produto. Consegue uma oportunidade através de um amigo e sai em busca de sucesso financeiro

- 2020 - O CARREIRO ANSELMO [30] - O filme faz parte de uma série que Rosa Berardo desenvolve sobre Cora Coralina, sendo este o sexto a ser produzido.  Nele o Sr. Anselmo cuida do carro de bois da fazenda do avô de Aninha. Um dia ele vai até à cidade buscar mantimentos para a família e livros, viagem que leva muitos dias. Aninha e sua mãe ficam felizes com a chegada dos livros que ele traz da cidade.

## Universidade Federal de Goiás

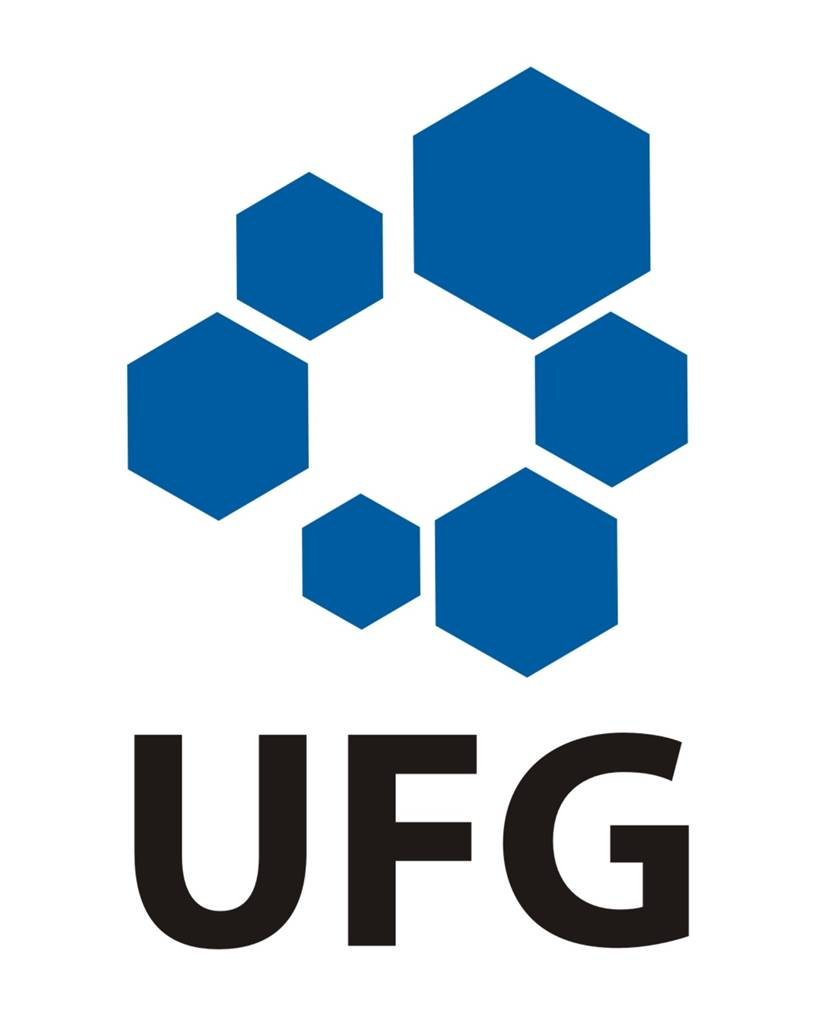

Atualmente Rosa Berardo é professora Titular da Universidade Federal de Goiás, DE. Tem experiência na área de Artes, História e Técnicas do Cinema de Ficção, Animação e Documentário e atua principalmente dentro dos temas: fotografia, cinema, animação, identidade cultural, educação e alteridade. Na UFG ministra as disciplinas de Fotografia, Cinema e Animação e orienta alunos de mestrado e doutorado no Programa de Arte e Cultura Visual da Faculdade de Artes Visuais. 
 
 

## Prêmios e seleções
- 2010 - Prêmio pela exposição de fotos tiradas no Xingu na Bienal de Roma[33]

- 2011 - PREMIO ESTIMULO A ROTEIRO DE LONGA METRAGEM – Lei Goyazes. O Projeto de desenvolvimento de roteiro para longa metragem chegou o governador, inspirado no romance homônimo de Bernardo Elis, foi aprovado na lei Goyazes e está pronto e concorrendo nos editais Nacionais e Estaduais.

- 2012 Medalha Jaburu[34] como Homenagem do Conselho Estadual de Cultura, pelos serviços prestados ao Estado de Goiás no Audiovisual.

### Curta-metragem A Infância de Aninha
- 2013 - Seleção oficial da Mostra Iberoamericana de Cinema de Animação – Baixada Animada[35] (RJ).

- 2013 - Premiado no Festival de Animação do Agreste – ANIMACINE 2013 (PE) – Melhor Filme

- 2023 - Seleção oficial do ANIMA-SÃO, 3o Festival Internacional de Animação de São Gonçalo (RJ).

- 2013 - Seleção oficial BANG AWARDS[36], concurso internacional de animação de produção Luso-brasileira, online.

- 2013 - Seleção oficial da 10a Mostra de Cinema Popular Brasileiro, Memória, Identidade e Pertencimento, Lumiar[37] (RJ).

- 2013 - Seleção oficial do 6o Festival Nacional de Curta-metragem Curta Taquary, em Taquaritinga do Norte - Mostra Animação(PE).

- 2013 - Seleção oficial do CurtaCarajás – 5o Festival de Cinema de Parauapebas (PA)

- 2014 -  Seleção oficial do Festival Nacional de Curtas-metragens no Vale do São Francisco – Vale Curtas (Juazeiro e Petrolina/ PE).

- 2014 - Seleção oficial da 17a Mostra de Cinema de Tiradentes[38] (MG).

- 2014 - Seleção oficial da  Mostra de Cinema Infantil Cineminha na escola e na praça[39] (SP).

- 2014 - Premiado no Festival Nacional de Cinema de Anicuns (Anicuns – GO) – melhor filme (júri oficial) Melhor filme (júri popular) e melhor som.

- 2014 - Seleção oficial Festival Cinema na Mata[40] (Amaraji – PE).

- 2014 - Seleção oficial  CINEOP – Mostra de Cinema de Ouro Preto (MG).

- 2014 - Seleção oficial 8º Festival Cinema com Farinha[41] (PB).

- 2014 - Seleção oficial da 12a  Mostra Udigrudi Mundial de Animação[42] (MG).

- 2014 - Seleção oficial do  Festival de Cinema Asolo[43] - Italia .

- 2014 - Seleção oficial do 8o CineBH[44] (MG).

- 2014 - Seleção oficial do   Festival do Rio (RJ).

- 2014  - Seleção oficial do  Anim!Arte (RJ).

- 2014 - Seleção oficial do Sansueña Film Fest Madri[45], Espanha

- 2015 - FFF - Festival de Filmes de Faina - Seleção Melhor Filme, Melhor Filme Social e Trilha Sonora.

- 2015 - Seleção oficial Athens Animfest Team - 2015 - Atenas, Grécia.

- 2015 - Seleção oficial 7thCMS International Children’s Film Festival-- Lucknow India

- 2015 - Seleção oficial RENDEZVOUS FILM FESTIVAL - Amelia Island FL - USA.

- 2015 - Seleção oficial FIM - Festival Imagem-Movimento Amapa (AP) Mostra em Movimento 10/03/2015.

- 2015 - Seleção oficial Festival de Curtas Coremas[46] (PB).

- 2016 - Mostra de Arte Autoral em Olhos d'Agua - GO[47]

- 2016 - Fica Festival Internacional de Cinema e Vídeo Ambiental[48]

- 2016 - Cineclube Araguaia - GO[49]

- 2016 - Union City International Film Festival - New York EUA[50]

- 2016 - Finow - Film Festival & Script Contest Alemanha[51]

### Curta-metragem de animaçãço - A Chegada de Aninha
- 2015 - Festival Arte Educação - Audiovisual Goiânia GO

- 2015 - XXXIV AsoloArtFilmFestival Asolo, Italia[52]

- 2015 - Dia Internacional da Animação Goiânia

- 2016 - Fica Festival Internacional de Cinema e Vídeo Ambiental

- 2016 - Mostra de Arte Autoral em Olhos d'Agua - GO 2016

### Curta de ficção – Travessia
- 2014 - Seleção Mostra ABD Fica Goias.[53]

- 2014 - FAVERA - Festival Audiovisual Vera Cruz •(GO) 2014 | Prêmio: MelhorArte.

- 2014 - Festival de Cinema Asolo - Italia.

- 2014 -  Prêmios Curta Vale 2014 - Mostra Sertões[54] (BA) |: Melhor Roteiro/Melhor Ator Ivan Lima/Melhor atriz Luzia Mello.

- 2014 - Cinemático Film Festival - Tijuana, México.

- 2014 - 9ª Edição da Mostra de Cinema e Vídeo Miragem.

- 2014 - 1º Festival de Cinema de Três Passos[55] (RS).

- 2014 - Seleção Oficial Curta Carajás - 6º Festival de Cinema de Parauapebas[56] (PA).

- 2015 - Prêmios FFF - Festival de Filmes de Faina 2015 - Melhor Filme, Melhor Fotografia, Trilha Sonora.  Melhor Atriz Coadjuvante  Marcela Moura,  Ator Coadjuvante Bruno Peixoto,  Melhor Ator - Ivan Lima,  Melhor Edição,  Melhor Atriz - Luzia Mello.

- 2015 - Seleção Oficial V Anápolis Festival de Cinema[57] (GO).

- 2016 - Mostra de Curta Metragens Permanente de Brasilia - Brasilia Shopping[58].

- 2016 - SOSE International Film Festival.[59]

### Curta Metragem Procissão das Almas
- 2015 - Dia Internacional da Animação[60]

### Curta Metragem Os Meninos Verdes
- 2016 - GANHADOR - Melhor Filme Público - Festival de Cinema Ambiental e Sustentável de Cachoeiro de Itapermim ES[61]

- 2016 - GANHADOR - Melhor Filme Ambiental Festival de Cinema CURTA CANEDO 2016 - 9 indicações: Melhor Filme, Melhor Filme Ambiental, Melhor Filme Social, Roteiro, Direção, Direção de Arte, Edição, Áudio e Trilha Sonora[62]

- 2016 - GANHADOR - Melhor Animação. 1º Cine Tamoio Festival  - Rio de Janeiro 2016[63]

- 2016 - FICA Festival Internacional de Cinema e Vídeo Ambiental[64]

- 2016 - FFF - Festival de Filmes de Faina - 8 indicações - Seleção Melhor Filme, Melhor Filme Social, Roteiro, Direção Rosa Berardo, Direção de Arte, Edição, Áudio e Trilha Sonora.[65]

- 2016 - X Baixada Animada Mostra Ibero Americana de Cinema de Animação de Duque de Caixas, RJ.[66]

- 2016 - Mostra de Arte Autoral em Olhos d'Agua.[67]

- 2016 - Dia Internacional da Animação Goiânia GO[68]